# Natation aux Jeux méditerranéens de 2022
Navigation
Édition précédente
Les épreuves de natation sportive des Jeux méditerranéens de 2022 se déroulent du 1er au 5 juillet 2022 à Oran en Algérie. Trente-huit épreuves, dix-neuf pour les hommes et pour les femmes, sont organisées dans le Complexe olympique d'Oran.

## Résultats

### Hommes
| Épreuves               | Or | Or             | Argent | Argent         | Bronze | Bronze         |
| ---------------------- | --- | -------------- | --- | -------------- | --- | -------------- |
| Nage libre             | |                | |                | |                |
| 50 m                   | Kristian Gkolomeev (GRE) | 21 s 91        | Miguel Nascimento (POR) | 22 s 01        | Oussama Sahnoune (ALG)                                                                                                   | 22 s 22        |
| 100 m                  | Filippo Megli (ITA) | 49 s 00        | Diogo Ribeiro (POR) | 49 s 02        | Alessandro Bori (ITA) | 49 s 12        |
| 200 m                  | Filippo Megli (ITA) | 1 min 47 s 33  | Dimitrios Markos (GRE) | 1 min 48 s 11  | Luis Dominguez Calonge (ESP)                                                                                             | 1 min 48 s 33  |
| 400 m                  | Dimitrios Markos (GRE) | 3 min 48 s 72  | Joris Bouchaut (FRA) | 3 min 49 s 45  | Luca De Tullio (ITA) | 3 min 50 s 11  |
| 1 500 m                | Joris Bouchaut (FRA) | 15 min 10 s 11 | Dimitrios Markos (GRE) | 15 min 11 s 47 | Mert Kılavuz (TUR) | 15 min 15 s 41 |
| Dos                    | |                | |                | |                |
| 50 m                   | Simone Stefanì (ITA) | 25 s 00        | Juan Segura (ESP) | 25 s 09        | Lorenzo Mora (ITA) | 25 s 17        |
| 100 m                  | Evangelos Makrygiannis (GRE) | 54 s 35        | Lorenzo Mora (ITA) | 54 s 50        | Stanislas Huille (FRA)                                                                                                   | 54 s 66        |
| 200 m                  | Lorenzo Mora (ITA) | 1 min 57 s 62  | Matteo Restivo (ITA) | 1 min 57 s 77  | Christophe Brun (FRA) | 1 min 58 s 40  |
| Brasse                 | |                | |                | |                |
| 50 m                   | Fabio Scozzoli (ITA) | 26 s 97        | Emre Sakçı (TUR) | 27 s 00        | Peter John Stevens (SVN)                                                                                                 | 27 s 46        |
| 100 m                  | Berkay Ömer Öğretir (TUR) | 1 min 00 s 03  | Emre Sakçı (TUR) | 1 min 00 s 19  | Alessandro Pinzuti (ITA)                                                                                                 | 1 min 00 s 31  |
| 200 m                  | Berkay Ömer Öğretir (TUR) | 2 min 11 s 26  | Antoine Marc (FRA) | 2 min 12 s 55  | Alex Castejón (ESP) | 2 min 12 s 60  |
| Papillon               | |                | |                | |                |
| 50 m                   | Diogo Ribeiro (POR) | 23 s 38        | Matteo Rivolta (ITA) | 23 s 59        | Kristian Gkolomeev (GRE)                                                                                                 | 23 s 61        |
| 100 m                  | Matteo Rivolta (ITA) | 51 s 66        | Jaouad Syoud (ALG) | 52 s 38        | Edoardo Valsecchi (ITA)                                                                                                  | 52 s 53        |
| 200 m                  | Claudio Faraci (ITA) | 1 min 57 s 09  | Andreas Vazaios (GRE) | 1 min 57 s 92  | Jaouad Syoud (ALG) | 1 min 58 s 37  |
| Quatre nages           | |                | |                | |                |
| 200 m                  | Jaouad Syoud (ALG) Andreas Vazaios (GRE) | 1 min 58 s 83  | Non attribuée | Non attribuée  | Pier Andrea Matteazzi (ITA)                                                                                              | 2 min 00 s 24  |
| 400 m                  | Pier Andrea Matteazzi (ITA) | 4 min 13 s 83  | Anže Ferš Eržen (SVN) | 4 min 19 s 63  | Pietro Paolo Sarpe (ITA)                                                                                                 | 4 min 20 s 41  |
| Relais                 | |                | |                | |                |
| 4 × 100 m nage libre   | Italie Luca Serio (49 s 79) Alessandro Bori (48 s 85) Giovanni Carraro (48 s 68) Filippo Megli (48 s 45)                                                                         | 3 min 15 s 77  | Grèce Andreas Vazaios (49 s 46) Stérgios-Mários Bílas (49 s 01) Kristian Gkolomeev (48 s 24) Dimitrios Markos (49 s 93)                             | 3 min 16 s 64  | France Charles Rihoux (49 s 00) Mathias Even (49 s 19) Tom Hug-Dreyfus (50 s 22) Arthur Berol (49 s 63)                  | 3 min 18 s 04  |
| 4 × 200 m nage libre   | Grèce Dimitrios Markos (1 min 47 s 72) Evangelos Makrygiannis (1 min 52 s 22) Konstantinos Stamou (1 min 50 s 03) Andreas Vazaios (1 min 47 s 94)                                | 7 min 17 s 91  | Espagne Mario Mollà (1 min 52 s 59) Carlos Quijada (1 min 50 s 23) Luis Domínguez (1 min 49 s 03) Miguel Martínez (1 min 51 s 22)                   | 7 min 23 s 07  | Turquie Baturalp Ünlü (1 min 49 s 63) Batuhan Filiz (1 min 49 s 92) Efe Turan (1 min 51 s 33) Doğa Çelik (1 min 52 s 79) | 7 min 23 s 67  |
| 4 × 100 m quatre nages | Italie Lorenzo Mora (54 s 73) Alessandro Pinzuti (1 min 00 s 44) Matteo Rivolta (51 s 56) Alessandro Bori (49 s 04) Matteo Restivo Alessandro Fusco Simone Stefanì Filippo Megli | 3 min 35 s 77  | France Mathys Chouchaoui (54 s 87) Clément Bidard (1 min 00 s 46) Stanislas Huille (52 s 43) Charles Rihoux (48 s 27) Christophe Brun Sergueï Comte | 3 min 36 s 03  | Turquie Berke Saka (54 s 88) Berkay Ömer Öğretir (59 s 28) Ümitcan Güreş (52 s 18) Baturalp Ünlü (49 s 95)               | 3 min 36 s 29  |

### Femmes
| Épreuves               | Or | Or            | Argent | Argent        | Bronze | Bronze        |
| ---------------------- | --- | ------------- | --- | ------------- | --- | ------------- |
| Nage libre             | |               | |               | |               |
| 50 m                   | Lidón Muñoz (ESP) | 24 s 97       | Neža Klančar (SVN) | 25 s 01       | Kalia Antoniou (CYP) | 25 s 06       |
| 100 m                  | Kalia Antoniou (CYP) | 54 s 36       | Janja Šegel (SVN) | 54 s 48       | Neža Klančar (SVN) | 55 s 31       |
| 200 m                  | Janja Šegel (SVN) | 1 min 56 s 68 | Katja Fain (SVN) | 1 min 57 s 49 | Alice Mizzau (ITA) | 1 min 59 s 95 |
| 400 m                  | Deniz Ertan (TUR) | 4 min 08 s 04 | Katja Fain (SVN) | 4 min 09 s 07 | Antonietta Cesarano (ITA) | 4 min 10 s 13 |
| 800 m                  | Merve Tuncel (TUR) | 8 min 26 s 80 | Deniz Ertan (TUR) | 8 min 29 s 03 | Martina Caramignoli (ITA) | 8 min 31 s 75 |
| Dos                    | |               | |               | |               |
| 50 m                   | Nina Stanisavljević (SRB) | 28 s 59       | Anna Ntountounaki (GRE) | 28 s 68       | Rafaela Azevedo (POR) | 28 s 86       |
| 100 m                  | Camila Rebelo (POR) | 1 min 01 s 34 | Carlotta Zofkova (ITA) | 1 min 01 s 61 | Carmen Weiler (ESP) | 1 min 01 s 98 |
| 200 m                  | Camila Rebelo (POR) | 2 min 10 s 41 | África Zamorano (ESP) | 2 min 11 s 48 | Ekaterina Avramova (TUR) | 2 min 12 s 72 |
| Brasse                 | |               | |               | |               |
| 50 m                   | Lisa Angiolini (ITA) | 30 s 87       | Ana Rodrigues (en) (POR) | 31 s 31       | Anita Bottazzo (ITA) | 31 s 41       |
| 100 m                  | Lisa Angiolini (ITA) | 1 min 07 s 59 | Anita Bottazzo (ITA) | 1 min 08 s 14 | Viktoriya Zeynep Güneş (TUR) | 1 min 08 s 44 |
| 200 m                  | Viktoriya Zeynep Güneş (TUR)                                                                                                 | 2 min 26 s 48 | Marina García (ESP) | 2 min 27 s 32 | Raquel Pereira (POR) | 2 min 28 s 35 |
| Papillon               | |               | |               | |               |
| 50 m                   | Anna Ntountounaki (GRE) | 25 s 95       | Viola Scotto di Carlo (ITA) | 26 s 25       | Sonia Laquintana (ITA) | 26 s 38       |
| 100 m                  | Lana Pudar (BIH) | 57 s 55       | Anna Ntountounaki (GRE) | 58 s 56       | Ilaria Bianchi (ITA) | 59 s 06       |
| 200 m                  | Lana Pudar (BIH) | 2 min 09 s 18 | Ana Monteiro (POR) | 2 min 09 s 32 | Merve Tuncel (TUR) | 2 min 12 s 59 |
| Quatre nages           | |               | |               | |               |
| 200 m                  | Sara Franceschi (ITA) | 2 min 12 s 19 | Viktoriya Zeynep Güneş (TUR) | 2 min 12 s 26 | Deniz Ertan (TUR) | 2 min 14 s 15 |
| 400 m                  | Sara Franceschi (ITA) | 4 min 40 s 86 | Deniz Ertan (TUR) | 4 min 40 s 97 | Alba Vázquez (ESP) | 4 min 45 s 63 |
| Relais                 | |               | |               | |               |
| 4 × 100 m nage libre   | Slovénie Janja Šegel (54 s 26) Neža Klančar (54 s 07) Katja Fain (54 s 82) Tjaša Pintar (55 s 37)                            | 3 min 38 s 52 | France Assia Touati (56 s 14) Lucile Tessariol (54 s 63) Marina Jehl (55 s 11) Océane Carnez (55 s 69)                              | 3 min 41 s 57 | Italie Sonia Laquintana (56 s 14) Alice Mizzau (56 s 04) Viola Scotto di Carlo (55 s 67) Sofia Morini (55 s 01)                             | 3 min 42 s 86 |
| 4 × 200 m nage libre   | Slovénie Janja Šegel (1 min 59 s 34) Neža Klančar (2 min 02 s 07) Katja Fain (1 min 57 s 72) Tjaša Pintar (2 min 00 s 14)    | 7 min 59 s 27 | Italie Linda Caponi (2 min 00 s 51) Antonietta Cesarano (1 min 59 s 16) Noemi Cesarano (2 min 00 s 65) Alice Mizzau (1 min 59 s 31) | 7 min 59 s 63 | Turquie Deniz Ertan (2 min 01 s 42) Merve Tuncel (2 min 00 s 63) Ecem Dönmez (2 min 01 s 13) Beril Böcekler (2 min 02 s 23)                 | 8 min 05 s 41 |
| 4 × 100 m quatre nages | Italie Carlotta Zofkova (1 min 01 s 52) Lisa Angiolini (1 min 07 s 32) Ilaria Bianchi (1 min 00 s 78) Sofia Morini (55 s 03) | 4 min 04 s 65 | Espagne África Zamorano (1 min 02 s 24) Marina García (1 min 08 s 63) Carla Hurtado (1 min 01 s 05) Lidón Muñoz (54 s 25)           | 4 min 06 s 17 | Turquie Ekaterina Avramova (1 min 01 s 69) Viktoriya Zeynep Güneş (1 min 08 s 66) Deniz Ertan (1 min 00 s 56) İlknur Nihan Çakıcı (56 s 40) | 4 min 07 s 31 |